# Kristi Noem
Kristi Lynn Arnold Noem (Watertown, South Dakota, 30 november 1971) is een Amerikaanse politica van de Republikeinse Partij. Sinds 2025 is ze minister van Binnenlandse Veiligheid in het kabinet-Trump II. Eerder was ze de eerste vrouwelijke gouverneur van South Dakota (2019–2025) en lid van het Huis van Afgevaardigden van de Verenigde Staten (2011–2019).

## Levensloop
Noem werd onder de naam Kristi Lynn Arnold geboren in Watertown, een kleine stad in het noordoosten van de staat South Dakota. Ze groeide op op een boerderij in de nabijgelegen Hamlin County.
In 1990 ging ze studeren aan de Northern State University in Aberdeen, maar stopte hier twee jaar later mee toen haar vader onverwacht overleed en ze zich volledig moest gaan concentreren op het werk op de boerderij. Ze realiseerde op het terrein tevens een jachthut en een restaurant. Op 20-jarige leeftijd trouwde ze met Bryon Noem. Ze hebben samen drie kinderen.
Door de jaren heen bleef Noem wel onderwijs volgen, onder meer aan de South Dakota State University. Hier behaalde ze in 2012 alsnog een bachelor of arts in politieke wetenschappen.

### Politiek
Haar eerste stappen in de politiek zette Noem in 2006, toen ze voor de Republikeinse Partij werd verkozen in het Huis van Afgevaardigden van South Dakota. Ze vertegenwoordigde daarin het zesde district en werd in 2008 herkozen. In 2010 stelde Noem zich verkiesbaar voor het at-large congresdistrict van South Dakota in het federale Huis van Afgevaardigden in Washington D.C.. Ze wist bij de verkiezingen de zittende Democraat Stephanie Herseth Sandlin te verslaan en trad aan op 3 januari 2011. Hierna werd ze nog drie keer herkozen: in 2012, 2014 en 2016.
Noem sprak zich als afgevaardigde onder meer uit tegen zaken als abortus en Obamacare. Ook wilde ze fors besparen op federale projecten als het Environmental Protection Agency, het United States Department of Veterans Affairs, Medicaid, emissiehandel, de aanleg van hogesnelheidslijnen en subsidies voor de metro van Washington. Wel was ze voorstander van de Keystone Pipeline en het inreisverbod dat in 2017 werd ingesteld door president Trump.
In 2016 kondigde Noem aan zich verkiesbaar te stellen voor het gouverneurschap van South Dakota bij de gouverneursverkiezingen van 2018. Na een succesvolle campagne wist ze de voorverkiezing van de Republikeinse Partij eenvoudig te winnen, waarna ze het bij de algemene verkiezingen moest opnemen tegen de Democraat Billie Sutton. Noem behaalde met 51% de meeste stemmen en werd daarmee verkozen tot de eerste vrouwelijke gouverneur van South Dakota. Op 5 januari 2019 werd zij ingezworen in de hoofdstad Pierre, als opvolger van haar partijgenoot Dennis Daugaard. In 2022 werd Noem zonder veel moeite herkozen.
Nadat Donald Trump in november 2024 voor de tweede keer werd verkozen tot president, droeg hij Noem voor als minister van Binnenlandse Veiligheid. Haar kandidatuur voor deze post werd op 25 januari 2025 goedgekeurd, waarna ze per direct aftrad als gouverneur van South Dakota.

### Privé
Noem woont op het platteland van South Dakota en is ook boer en rancher. Ze publiceerde haar eerste autobiografie, Not My First Rodeo: Lessons from the Heartland, in 2022. In haar tweede autobiografie, No Going Back, vertelde Noem een incident waarbij ze haar jonge hond neerschoot en doodde omdat ze de hond als "ontrainbaar" beschouwde nadat hij de kippen van een ander gezin had gedood. Als reactie op de wijdverbreide kritiek voerde ze aan dat ze een "verantwoordelijke eigenaar" was die een moeilijke beslissing nam.
- Gemeinsame Normdatei: 1193051657
- International Standard Name Identifier: 0000 0004 5308 1959
- Library of Congress Control Number: no2012094452
- SNAC: w6n40n8j
- Biographical Directory of the United States Congress: N000184
- Virtual International Authority File: 258032842
- WorldCat: E39PBJd8dqBTQyxTJFXgWJRdwC